# Idioma suarmin
El idioma suarmin o asaba, es una lengua sepik o un lengua aislada que se habla en el provincia de Sandaun en Papúa Nuevo Guinea. A menudo se agrupa con el idioma papi, pero Glottolog lo deja como in idioma aislada. Los nombres alternativos son Asabano, Akiapmin, Duranmin .

## Pronombres
Los pronombres son:
| persona | sg  | du     | pl     |
| ------- | --- | ------ | ------ |
| 1 incl. |     | adi    | abe    |
| 1 excl. | a   | nadi   | nesine |
| 2       | abo | abodua | apa    |
| 3       | yo  | atadua | ata    |

## Clases de sustantivos
En Asaba, los afijos de clases de sustantivos tienen como sufijo los sustantivos. Hay cinco clases de sustantivos.
| clase | singular | plural   | significado         |
| ----- | -------- | -------- | ------------------- |
| 1     | nu-bu    | nu-le    | casa(s)             |
| 2     | mena-du  | mena-no  | cerdo(s)            |
| 3     | kabia-si | kabia-le | piedra(s)           |
| 4     | moko-ni  | moko-le  | tenedor(es)         |
| 5     | nomo-so  | nomo-l   | azuela(s) de pierda |